# Хенрик Дам
Карл Петер Хенрик Дам (дан. Carl Peter Henrik Dam; 21. фебруар 1895 — 17. април 1976) био је дански биохемичар и физиолог. Заједно са Едвардом Дојзијем је 1943. године добио Нобелову награду за медицину за откриће витамина К и његове улоге у људској физиологији.